# Lázár Vilmos (ezredes)

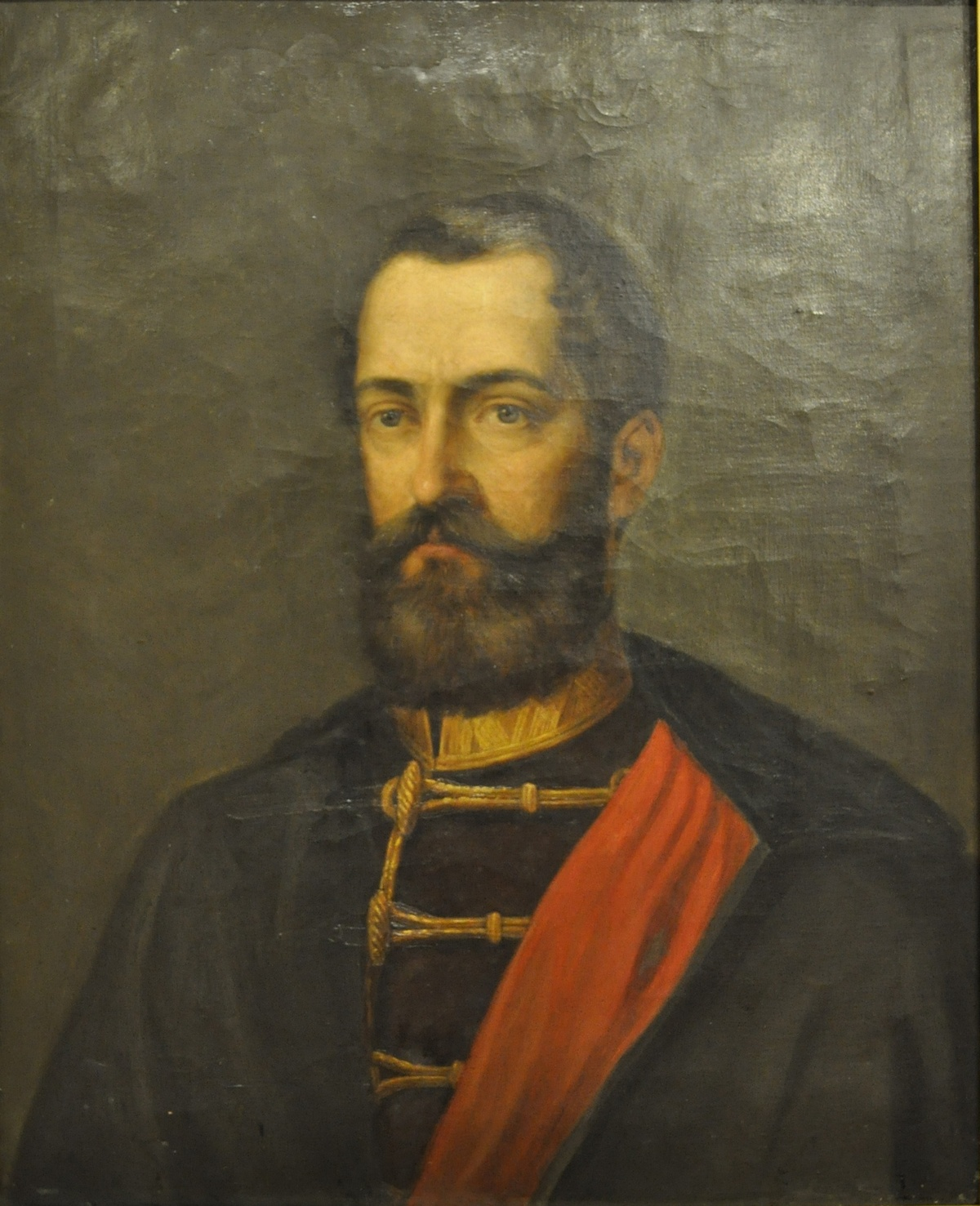
Lázár Vilmos

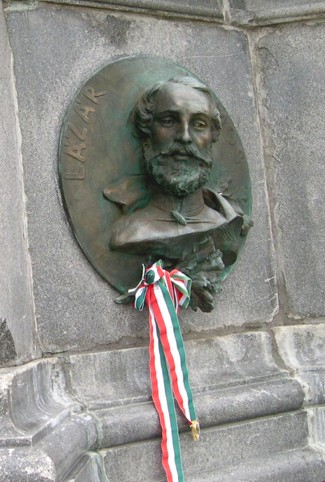
Domborműve az aradi Szabadság-szobor talapzatán

Szkárosi Lázár Vilmos (Nagybecskerek, 1817. október 24. – Arad, 1849. október 6.) honvédezredes, az aradi vértanúk egyike.  

## Családja
Az erdélyi örmény nemesi Lázár család leszármazottja.  A család 1746-ban kapott nemesi címet. Felmenője kereskedő volt Gyergyószentmiklós-on.

## Élete
Katonai szolgálatát 1834-ben kezdte a 34. gyalogezredben.  Ferdinánd császár 1. huszárezredében hadnagyi kinevezést nyert,de ő 1844-ben elhagyta a katonai pályát, és feleségével, báró Revisnyei Reviczky Máriával visszavonult zempléni birtokára gazdálkodni.1847-től a vasúttársaság főpénztárnoka volt.

Az 1848-as események hatására belépett a magyar honvédseregbe. Október 19-én a győri 39. honvédzászlóaljban főhadnagy, majd november 13-ától az első utászzászlóalj századosa lett. Részt vett az utászkar szervezésében és 1849 januárjában Perczel Mór hadtestében teljesített szolgálatot. Február 1-jétől, őrnagyi rendfokozatban Répásy Mihály tábornok segédtisztje volt. Tábornokát képviselve jelen volt a március 3-ai tiszafüredi gyűlésen, ahol Görgei kikényszerítette Dembiński lemondását.
Április 5-én kinevezték egy akkor a Zemplénben állomásozó dandár parancsnokának. Egységével feladata volt a megye galíciai határának biztosítása. A hónap végén ezt a dandárt a Kassán szerveződő felső-magyarországi hadtesthez rendelték és június közepétől magasabb beosztásba került hiszen a hadtest egyik hadosztályának lett a parancsnoka. Részt vett a Duklai-hágón át június 17-e és 19-e között betört cári fősereg elleni utóvédharcokban. Július 16-án alezredessé léptették elő. Kiválóan szerepelt a szabadságharc utolsó csatáiban. Augusztus 12-én Bem tábornok ezredessé léptette elő, és megbízta a felső-magyarországi hadtest maradványaiból alakított IX. hadtest parancsnokságával. Csatát vesztett seregével Lugos irányába vonult. Karánsebesnél elvált Dessewffy Arisztidtól, s Hátszeg felé vette az irányt, azonban augusztus 19-én hadteste mintegy 4600 főnyi maradványával kénytelen volt a császári csapatok előtt letenni a fegyvert.

### Arad
Noha csak ezredesi rendfokozatot viselt, mint önálló hadtestparancsnokot a szabadságharc tábornokaival együtt állították az aradi hadbíróság elé. Mivel a császári csapatok előtt tette le a fegyvert, „kegyelemből” golyó általi halálra ítélték. Az aradi vértanúk között őt végezték ki elsőként.
Csontjait csak 1913-ban találták meg az aradi vár sáncában. Most az emlékoszlop kriptájában nyugszik. Felesége az 1844-ben megözvegyült báró Revitzky Mária volt, akinek első férjétől dévaványai Halasy Józseftől (1784–1844) három gyermeke született: Béla (1833–1899), Magdalaine, Székely Imréné (1834–1899), és Szerencs (1839–?). Özvegye 1873-ban hunyt el Pesten, 62 éves korában, amikor vejét, Székely Imrét látogatta meg.